# Pierre Kullbom
Pierre Matz Kullbom, född 19 april 1952, är en svensk skribent och kulturjournalist. Han har medverkat i åtskilliga tidningar och tidskrifter, främst Ergo, Signum och Hjärnstorm. Tillsammans med Per Landin gav han ut antologin Politisk korrekthet på svenska 1998.